# Nascimento (album)
Nascimento è un album del musicista brasiliano Milton Nascimento, pubblicato dalla Warner Bros. Records nel 1997. Nel 1998, l'album valse a Milton Nascimento il Grammy Award come miglior album di world music.

## Tracce
1. Louva-A-Deus (The Praying Mantis) – 3:07 (Brant, Nascimento)
2. O Cavaleiro (The Rider) – 3:42 (Lopes, Nascimento)
3. Guardanapos de Papel (Paper Napkins) – 5:24 (Leo Maslíah)
4. Cuerpo y Alma (Body and Soul) – 3:59 (Mateo)
5. Rouxinol (The Nightingale) – 3:15 (Nascimento)
6. Janela Para O Mundo (Window to the World) – 4:04 (Brant, Nascimento)
7. E Agora, Rapaz? (And What Now, Man?) – 4:43 (Caninana)
8. Levantados Do Chão (Raised from the Ground) – 3:16 (Chico Buarque, Nascimento)
9. Ana Maria – 5:18 (Wayne Shorter)
10. Ol' Man River – 3:33 (Hammerstein, Kern)
11. Os Tambores de Minas (Minas Drums) – 3:19 (Borges, Nascimento)
12. Biromes y Servilletas (Paper Napkins) – 5:24 (Leo Maslíah)